# Risutāto wa Tadaima no Ato de
Risutāto wa Tadaima no Ato de è un film del 2020 diretto da Ryūta Inoue e tratto dal manga yaoi Restart After Come Back Home scritto e disegnato da Cocomi.
Protagonisti del film sono Yūki Furukawa nel ruolo di Mitsuomi Kozuka e Ryō Ryūsei in quello di Yamato.

## Trama
Dopo aver lasciato il suo lavoro d'ufficio a Tokyo, Mitsuomi Kozaka torna nella sua città natale per la prima volta da dieci anni. Mentre cerca di riallacciare i rapporti con la sua famiglia, Mitsuomi incontra Yamato Kumai, il giovane figlio adottivo del vecchio Kumai, il quale gestisce una fattoria vicino alla casa dei genitori di Mitsuomi. I due giovani diventano amici e quando Yamato chiede a Mitsuomi di dargli una mano nella fattoria, la loro amicizia sfocia in una relazione amorosa.

## Distribuzione
Il film è stato distribuito nei cinema giapponesi il 4 settembre 2020.